# Ichneumon yakui
Ichneumon yakui là một loài tò vò trong họ Ichneumonidae.